# Válter Miraglia
Válter Miralha Alves, mais conhecido como Válter Miraglia (Salvador, 27 de agosto de 1927 — Rio de Janeiro, 2005), foi um futebolista e treinador brasileiro, que atuava como lateral-esquerdo.
Válter Miraglia foi treinador de clubes como Avaí, Flamengo, Atlético Mineiro e Marília.

## Vida pessoal
Foi casado com Lina Silva com quem teve dois filhos: Marcus Vinicius Miralha Alves e Cesar Augusto Miralha Alves.

## Morte
Válter morreu no Hospital Aeronautica do Rio de Janeiro, em 2005, devido a insuficiência respiratória e era portador do Mal de Parkinson.

## Títulos
Flamengo
- Copa Mohamed V: 1968